# Tryonia brunei
Tryonia brunei är en snäckart som beskrevs av Taylor 1987. Tryonia brunei ingår i släktet Tryonia och familjen tusensnäckor. IUCN kategoriserar arten globalt som akut hotad. Inga underarter finns listade i Catalogue of Life.